# Marià Torxitori II de Càller
Marià Torxitori II fou fill i successor de Constantí Salusi II de Càller com a jutge de Càller. Es va casar amb Preciosa de Lacon-Zori (testimoniada viva el 1141) i va deixar un fill, Constantí Salusi III de Càller. Va morir ver 1130. Va participar en l'expedició catalanapisana contra les Balears el 1114-1115.